# رودولف کریگه
رودولف کریگه (به انگلیسی: Rudolf Criegee) (۲۳ مهٔ ۱۹۰۲ – ۷ نوامبر ۱۹۷۵) شیمی‌دان، و استاد دانشگاه اهل آلمان بود. واکنش‌های بازآرایی کریگه و اکسایش کریگه به افتخار این دانشمند نام‌گذاری شده‌اند.